# مارگارت بورگوندی
مارگارت بورگوندی (فرانسوی: Marguerite‎؛ دسامبر ۱۳۹۳ – فوریه ۱۴۴۲) دختر ژان بی‌باک و همسرش مارگارت باواریا و دخترخوانده شارل ششم، پادشاه فرانسه بود. او بزرگ‌ترین فرزند و یکی از شش دختر پدرش بود و دو بار ازدواج کرد. نخستین بار پس از درگذشت نامزدش لوئی دافین فرانسه، با آرتور کنت ریچموند ازدواج نمود.